# Tuerie de Johann Gutenberg
Ne doit pas être confondu avec Massacre d'Erfurt (1349).
La tuerie de Johann Gutenberg, aussi appelée massacre d’Erfurt, est une fusillade survenue le 26 avril 2002 au lycée Gutenberg, une école secondaire d’Erfurt, en Allemagne. Vers 11 h, Robert Steinhäuser, un étudiant expulsé de 19 ans, équipé d'un pistolet semi-automatique 9mm Glock, d'un fusil à pompe Mariner de calibre 12 Mossberg 590, ainsi que d'un couteau de plongée, ouvre le feu dans son ancien lycée.
Soixante-et-onze coups de feu ont été tirés tout au long de la fusillade. Au total, le tireur a abattu seize personnes, dont treize membres du personnel, deux étudiants et un policier. Enfermé par un enseignant dans une salle, Steinhäuser se suicide d’un coup de feu à la tempe droite.

## Déroulement
La fusillade a eu lieu lors des derniers examens écrits de l’Abitur. Avant de quitter sa résidence à son heure habituelle, Steinhäuser est entré dans l’école vers 10 h 45, portant ses arme et ses munitions dans son sac de sport. Puis il est allé aux toilettes pour hommes au rez-de-chaussée et a changé certains de ses vêtements et s'est vêtu d'un masque noir. Il s’est ensuite armé d'un Pistolet semi-automatique 9mm Glock, d'un Mossberg 590 Fusil à pompe Mariner de calibre 12, inutilisé durant la fusillade, ainsi que d'un couteau de plongée.
Il met le fusil à pompe sur son dos, son pistolet avec un chargeur de 31 cartouches dans un étui sur sa jambe droite, prend quatre chargeurs supplémentaires pour le Glock et dix cartouches de fusil a pompe.

### Début de la fusillade
La fusillade a eu lieu peu avant 10 h 58. Steinhäuser quitte alors les toilettes armé, et descend le couloir jusqu’à la zone administrative. Il sonne à la porte puis attend. La porte est déverrouillée par sonnerie et Steinhäuser entre. Il tire une balle sur la directrice adjointe, Rosemarie Hajna, qui est assise à son bureau, la frappant à la tête et la tuant. Il se tourne alors vers Anneliese Schwertner, la secrétaire, et lui tire dessus à deux reprises, la tuant également.
Alors qu’il monte les escaliers, il tue le professeur Helmut Schwarzer alors qu’il déverrouille la porte de la classe 102. Steinhäuser traverse ensuite le couloir et entre dans la classe 105. Il tire deux fois sur le professeur, Peter Wolff, le tuant devant sa classe. En quittant la salle, Steinhäuser rencontre un autre enseignant, Hans-Joachim Schwertfeger, qui a quitté sa classe intrigué par le bruit. Il tue Schwertfeger de trois balles.
Steinhäuser quitte le deuxième niveau et monte à nouveau les escaliers, et entre dans la pièce traversante, la classe 204, il traverse la salle de classe et sort par l’autre porte. Il se retourne immédiatement et tire cinq fois sur l'enseignante Gabriele Klement, la tuant. Il entre ensuite dans la salle 211 et tire à cinq reprises sur l’enseignante Yvonne-Sofia Fulsche-Baer devant ses élèves. Il traverse le couloir et regarde dans la salle de classe 208. Il ne reconnaît pas l’enseignante, pensant peut-être qu’elle est une élève à cause des élèves rassemblés autour de son bureau, et ne tire pas dans cette classe.

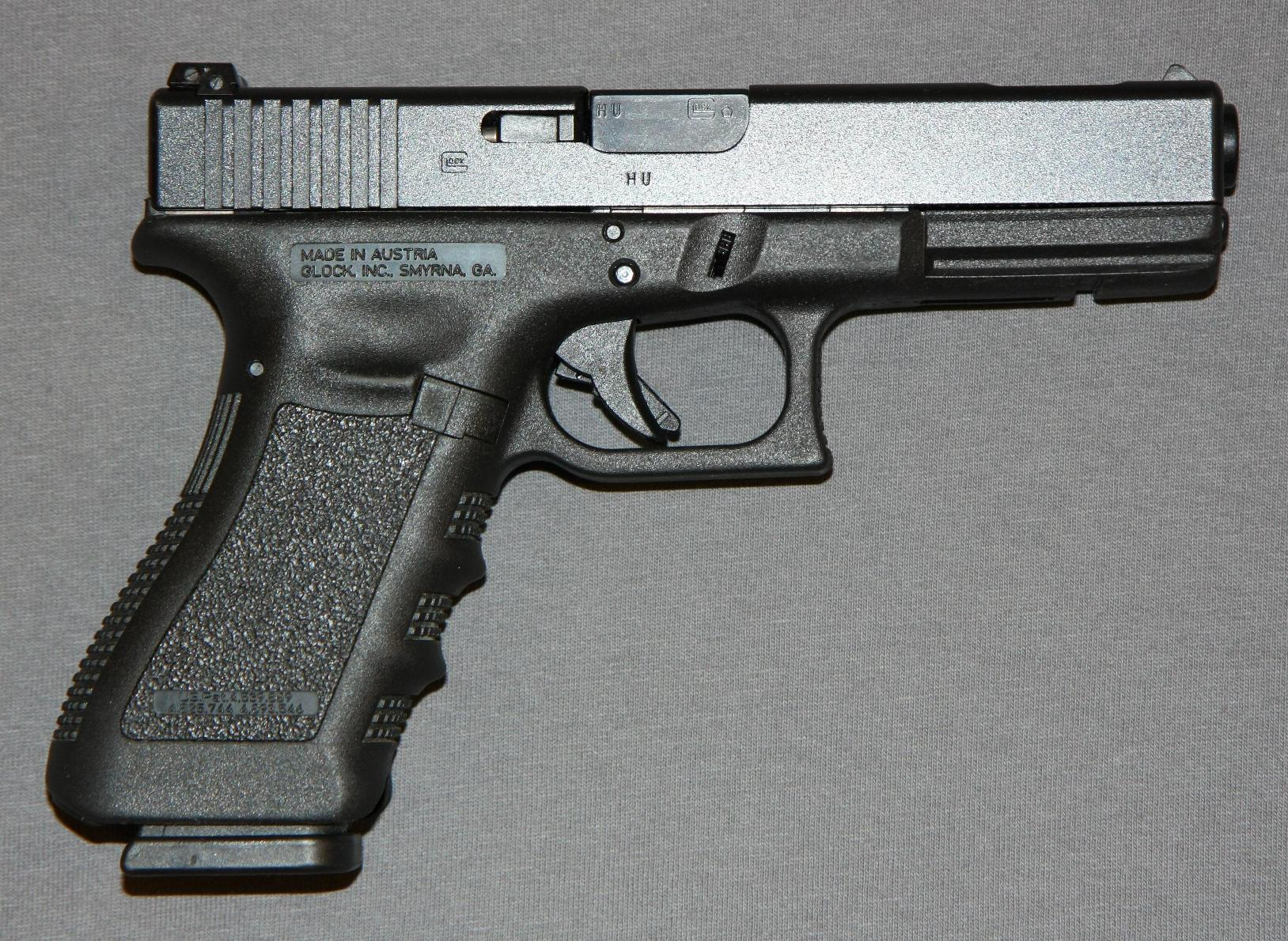
Un pistolet Glock 17, similaire à celui utilisé par Steinhäuser.

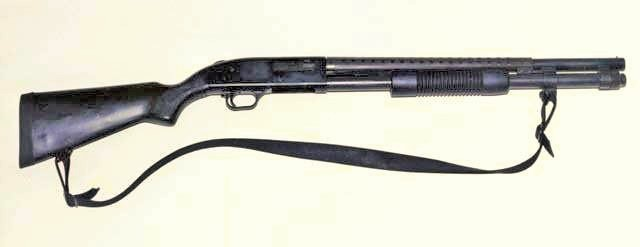
Un fusil à pompe Mossberg 590, similaire à celui porté et inutilisé par Steinhäuser.

Steinhäuser se dirige vers le troisième étage, et entre dans la première salle de classe, 307. Il traverse la pièce et tire 8 coups de feu sur l’enseignante, Heidrun Baumbach. Il recharge ensuite son pistolet, laissant tomber le chargeur de 31 cartouches, et en insère un de 17 cartouches. Steinhäuser voyage plus loin dans le couloir jusqu’à la salle de classe 301. Alors qu’il arrive dans la salle de classe, il pousse un élève hors de la porte et tire quatre fois sur Hans Lippe qui restera en vie pendant plus d’une heure avant de succomber à ses blessures. Alors qu’il atteint le troisième étage, il tire deux fois sur l'enseignante, Monika Burghardt, alors qu’elle s’enfuit. Elle s’effondre dans l’embrasure de la porte menant à la salle 202. Le tireur traverse la salle de classe et tire deux fois sur l'enseignante mourante, la tuant.

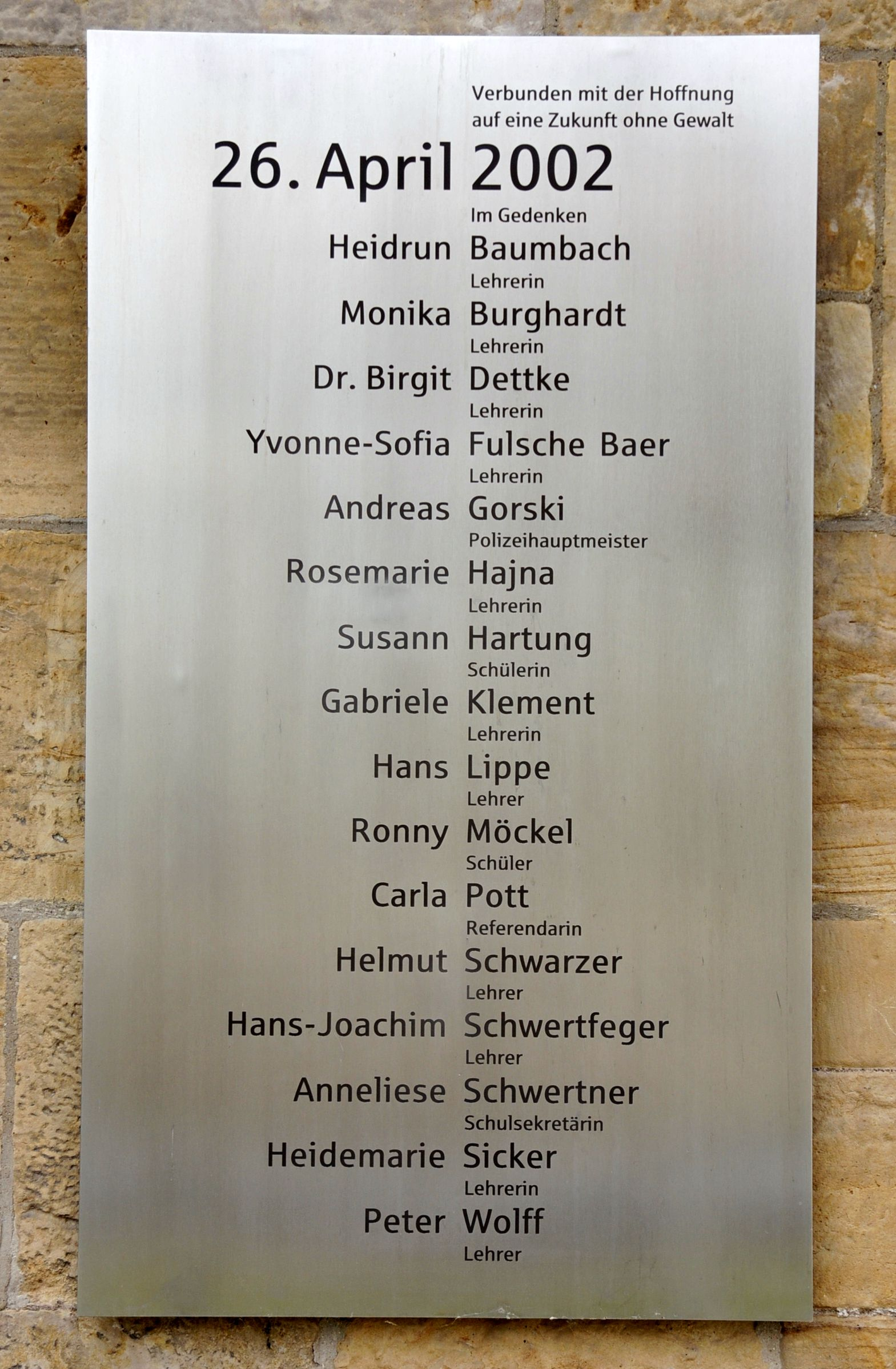
Plaque commémorative au Gutenberg-Gymnasium.

Il quitte ensuite la salle 202 et rentre dans le couloir avant de se rendre à la salle 204. Steinhäuser recharge alors à nouveau son pistolet, insérant un chargeur de 17 cartouches. Il quitte ensuite la salle de classe par la porte opposée. Lorsqu’il entre dans le couloir, il se dirige vers la salle 208, qui a été verrouillée, et tente sans succès de l’ouvrir. Il tire cependant huit fois sur la porte, tuant l'étudiant Ronny Möckel de deux balles, et blessant deux autres étudiants.
Steinhäuser descend ensuite les escaliers et retourne au rez-de-chaussée. Entrant dans la cage d’escalier menant à la cour, il sort du bâtiment de l’école et croise le Dr Birgit Dettke, une enseignante qui a aidé les élèves à fuir. Steinhäuser la tue de quatre balles à bout portant.
À 11 h 12, la première voiture de police arrive à l’école. Steinhäuser la remarque et tire un coup de feu en l’air puis recharge ensuite son pistolet, insérant un autre chargeur de 17 cartouches. Sur le palier entre le rez-de-chaussée et le premier étage, Steinhäuser s’approche de la fenêtre orientée vers la voiture qu’il a remarquée, et tire par la fenêtre en direction d'un des deux policiers, Andreas Gorski, le tuant de quatre balles.

### Suicide du tireur
Alors que Steinhäuser descend le couloir, un professeur, monsieur Heise, ouvre la porte de la salle 111. Steinhäuser pointe le pistolet sur Herr Heise, puis le baisse et dit : « Herr Heise, für heute reicht’s », ce qui se traduit par : « Monsieur Heise, c’est assez pour aujourd’hui ». Heise tente alors de persuader Steinhäuser d’entrer dans la salle 111 avec lui pour parler. Il ouvre la porte et l’invite à entrer. Steinhäuser entre, et l'enseignant le bouscule avant de fermer et de verrouiller la porte. Heise s’enfuit de la pièce et se dirige vers la cage d’escalier. Peu de temps après, Steinhäuser se suicide d'une balle dans la tête.
Le corps de Steinhäuser est retrouvé par la police une heure et demie plus tard. 71 coups de feu ont été tirés tout au long de la fusillade.

## Commémoration
Le saccage d’Erfurt qui a fait 17 morts a été le premier acte de violence de cette ampleur commis par un élève dans une école en Allemagne. Des signes accablants de sympathie ont suivi. Exactement une semaine après le crime, un service commémoratif pour les victimes a eu lieu le vendredi 3 mai sur la place de la cathédrale. Le président fédéral de l’époque, Johannes Rau, et le maire Manfred Otto Ruge, ont commémoré les victimes de cet acte sanglant devant plus de 100 000 personnes.

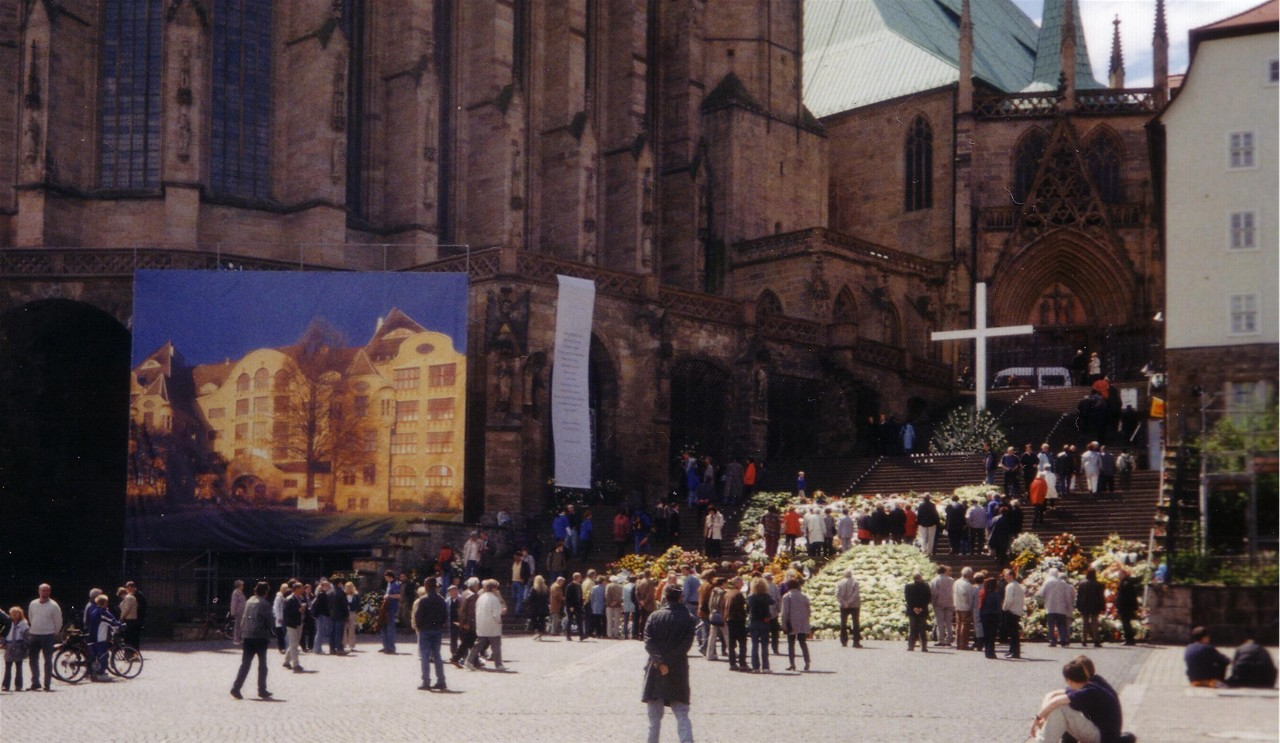
La cathédrale d’Erfurt marche deux jours après la cérémonie de commémoration des victimes de la fusillade dans le gymnase Gutenberg.

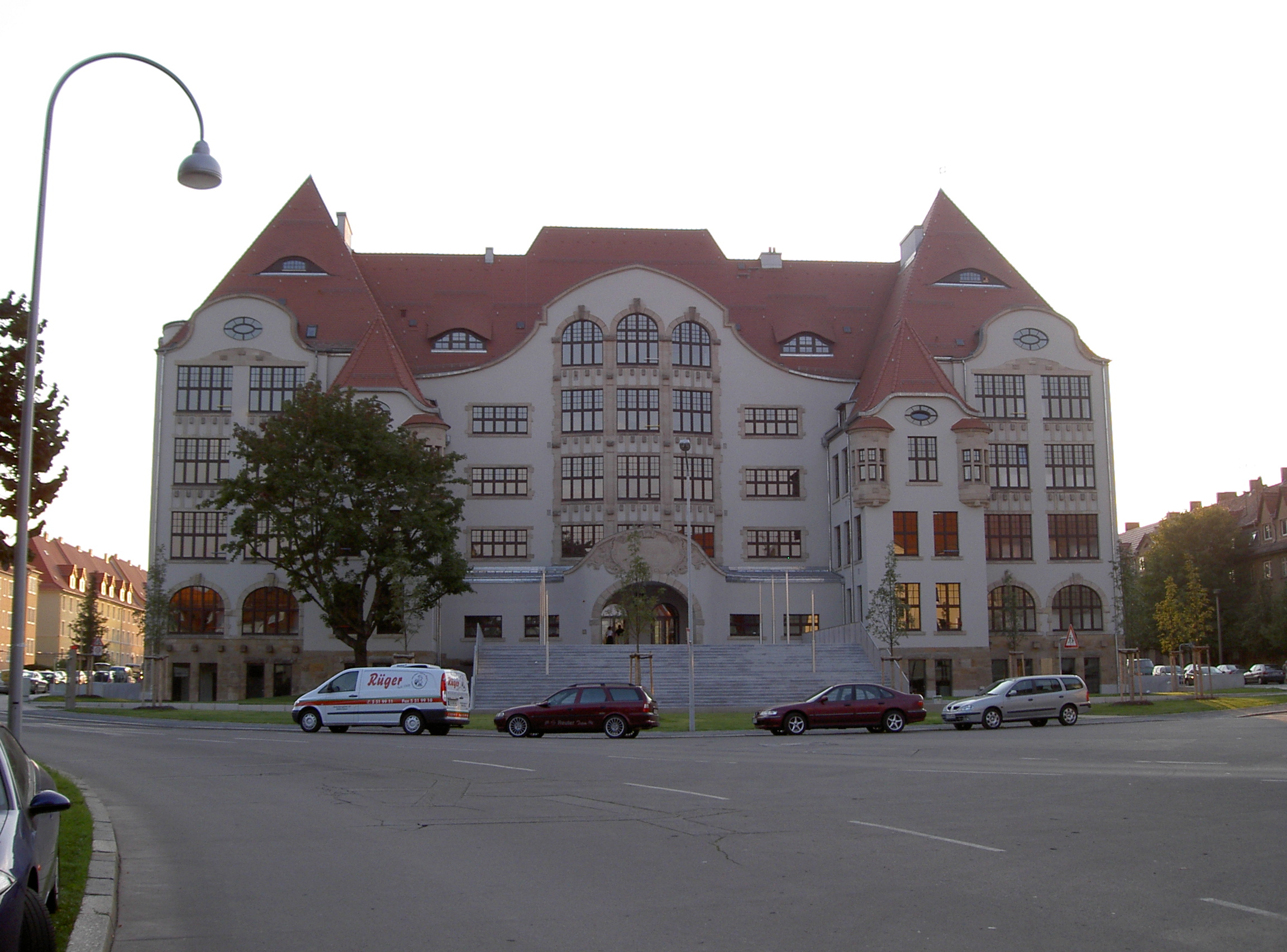
Depuis août 2005, le bâtiment réaménagé est à nouveau utilisé pour l’enseignement.

## Conséquences

### Modification de la Loi sur la protection de la jeunesse
La fusillade a donné lieu à des débats publics sur l’effet de la violence dans les médias et ses effets sur les jeunes, en particulier en ce qui concerne les jeux informatiques du genre jeu de tir à la première personne, les jeux dits de tueur et le traitement de la violence fictive dans d’autres médias. Selon le rapport de la Commission Gutenberg, Steinhäuser avait quelques films violents tels que Fight Club, Predator ou Desperado, ainsi que les jeux vidéo Return to Castle Wolfenstein, Hitman: Codename 47 et Half-Life. Steinhäuser n’était apparemment pas intéressé par le jeu Counter-Strike, qui a souvent été mentionné en relation avec la fusillade par les médias allemand. Les discussions ont contribué à une révision de la Loi sur la protection de la jeunesse et à renforcer les règles dans ces domaines,.

### Modification de la loi sur les armes
En plus de la réforme de la Loi sur la protection de la jeunesse, les lois sur les armes à feu ont été resserrées. L’âge minimum légal pour ceux qui voulaient adhérer à un club de tir a été porté de 18 à 21 ans et toute personne de moins de 25 ans souhaitant manipuler des armes à feu est désormais tenue de subir un examen médico-psychologique. Les armes à feu à pompe ont été complètement interdites. En outre, les exigences en matière de conservation des armes à feu et des munitions ont été considérablement renforcées.
Après la fusillade, environ 700 étudiants ont reçu un diagnostic de trouble de stress post-traumatique, dont une centaine recevait toujours un traitement un an plus tard. Dix ans après la fusillade, six témoins suivaient toujours un traitement psychologique, dont quatre avaient initialement rejeté un programme de suivi. Ces jeunes avaient « des troubles retardés tels que des trous de mémoire et un comportement d’évitement extrême ».
Le massacre a conduit au développement d’un mot de code qui pourrait être diffusé sur le système de sonorisation pour avertir les enseignants d’une fusillade. « Mrs Koma is coming », qui est « amok » orthographié à l’envers, a ensuite été utilisé lors de la fusillade de l’école de Winnenden pour alerter les enseignants de cette attaque.
En 2004, après des critiques publiques répétées de la réponse de la police à la fusillade, le gouvernement de l’État de Thuringe a chargé un comité de publier un rapport final sur l’incident.
Robert Steinhauser a été mentionné dans une vidéo créée par Pekka-Eric Auvinen, qui a tué huit personnes lors de la fusillade de Jokela en Finlande.